# Olstorpsbäcken
Olstorpsbäcken är ett naturreservat i Ydre kommun i Östergötlands län.
Området är naturskyddat sedan 2017 och är 4 hektar stort. Reservatet omfattar bäcken mellan Västra och Östra Lägern och dess närmaste omgivning som består av lövskog med många gamla och grova träd. Reservatet har främst bildats för att freda beståndet av flodpärlmussla i bäcken. 